# Neophaenognatha jenseni
Neophaenognatha jenseni är en skalbaggsart som beskrevs av Heller 1907. Neophaenognatha jenseni ingår i släktet Neophaenognatha och familjen Aclopidae. Inga underarter finns listade i Catalogue of Life.